# Boleslao Sverkersson
Boleslao Sverkersson (en sueco, Burislev) (nacido a mediados del siglo XII), fue un príncipe de Suecia, hasta donde se sabe el único hijo del matrimonio de Sverker I y Riquilda de Polonia. Debía su nombre a su abuelo materno el rey Boleslao III de Polonia.
Además de quiénes eran sus padres, muy poco se sabe acerca de él. En la Västgötalagen se le menciona como Burisleph konung (rey Boleslao), y su nombre desaparece de la historia en 1172. Al parecer Boleslao fue nombrado rey en Östergötland, en oposición a Canuto I. Sólo gobernaría, junto con su medio hermano Kol, en esa provincia. Ambos hermanos fueron enemigos de Canuto, y habrían aspirado a reinar en una Suecia unida.